# جان فیچ (مخترع)
جان فیچ (به انگلیسی: John Fitch) مخترع، ساعت‌ساز، مهندس، و کارآفرین اهل ایالات متحده آمریکا بود. او بیشتر به دلیل راه اندازی نخستین سرویس کشتی بخار در ایالات متحده مشهور بود. اولین قایق به طول ۱۳ متر در رودخانه دلاور توسط فیچ و دستیارش آزمایش شد.